# Leškovice
Nem összetévesztendő a következővel: Leskovice (kiejtve: Leszkovice)
Leškovice (magyar kiejtéssel: Leskovice) település Csehországban, a Havlíčkův Brod-i járásban. Leškovice Vilémov, Vepříkov, Uhelná Příbram és Rybníček településekkel határos. Lakosainak száma 90 fő (2024. január 1.).

## Népesség
A település lakosságának változását az alábbi diagram mutatja:
| Lakosok száma | 246  | 194  | 230  | 145  | 116  | 67   | 76   | 75   | 83   | 90   |
|               | 1869 | 1900 | 1921 | 1961 | 1980 | 2011 | 2016 | 2019 | 2021 | 2024 |